# Sainte-Gemmes-le-Robert
Sainte-Gemmes-le-Robert település Franciaországban, Mayenne megyében. Lakosainak száma 770 fő (2022. január 1.). Sainte-Gemmes-le-Robert Assé-le-Bérenger, Bais, Hambers, Izé, Mézangers, Saint-Georges-sur-Erve és Évron községekkel határos.

## Népesség
A település népessége az elmúlt években az alábbi módon változott:
| Lakosok száma | 764  | 730  | 771  | 824  | 866  | 876  | 851  | 798  | 791  | 770  |
|               | 1968 | 1982 | 1990 | 2006 | 2013 | 2015 | 2017 | 2019 | 2020 | 2022 |